# Валентин Караманчев
Валентин Стилянов Караманчев е български писател и политик от Българската комунистическа партия.

## Биография
Роден е на 6 февруари 1932 година в Неврокоп. През 1956 година започва работи като журналист във вестник „Народна младеж“. Отначало е окръжен кореспондент на вестника, а след това достига до позицията на заместник главен редактор и главен редактор. Бил е първи заместник главен редактор на вестник „Работническо дело“ и директор на издателство „Народна младеж“, на Партиздат, както и генерален директор на ДСО „Книгоиздаване“ и председател на Държавно творческо и стопанско обединение „Българска книга и печат“. От 2 април 1976 до 1990 г. е кандидат-член на ЦК на БКП. От 1990 година живее в родното село на съпругата си Хърсово. През 2006 г. получава наградата „Людмил Стоянов“, а през 2022 година получава наградата за чистота на българския език „Д-р Иван Богоров“. През същата година във връзка с 90-годишния си юбилей, получава званието почетен гражданин на Гоце Делчев.
Умира на 8 декември 2022 година.

## Книги
- „Мървашки песнивец“ – 1981 г.,
- „Черешова задушница“ – 1986 г.,
- „Елен от Велика гора“ – 1996 г.,
- „Въздаяние“ – 2004 г.